# Palazzo Delli Ponti
Il Palazzo Delli Ponti di Taranto è uno dei palazzi del Borgo Antico della città.
Fu costruito nel 1709 dai fratelli Cataldo e Niccolò Delli Ponti, mediante una complessa opera di accorpamento di due edifici costruiti nel Cinquecento e del Seicento, e cioè il palazzo del Marchese Francesco Maria Antoglietta e quello dei Principi di Gaeta. Il palazzo ha l'ingresso principale su largo Immacolata, quello secondario su largo Gennarini e l'accesso alla stalla su via Di Mezzo, collegata al palazzo mediante una scala scavata nella roccia e con affaccio sul Mar Piccolo.
La famiglia Delli Ponti, di antica origine romana, giunse a Taranto nel XIV secolo.
Il palazzo fu restaurato nel XX secolo grazie ai finanziamenti della Federazione lavoratori metalmeccanici, che voleva farne un centro studi e documentazione sulla storia del sindacato. Rimasto però abbandonato, fu rilevato dal Comune per destinarlo a sede universitaria.
Sulla facciata esterna si possono notare mascheroni barocchi con funzione di sgocciolatoi ed una loggia cinquecentesca su largo Immacolata.
L'edificio si sviluppa su quattro livelli, di cui quello interrato è costituito da pozzi e cisterne, e assume una notevole rilevanza archeologica per la presenza di un ipogeo funerario. 
Al piano terra, un'incisione riporta la data di ultimazione dei lavori di costruzione del palazzo (1709). Una scala monumentale conduce all'appartamento nobiliare sito al primo piano, nel cui salone è ospitato un altare del settecento, mentre nella camera nuziale figurano i tre archi sormontati da un ponte azzurro dello stemma di famiglia. Il secondo piano è più piccolo e meno prestigioso da un punto di vista architettonico.

## L'ipogeo
Durante i lavori di restauro, in corrispondenza dei locali riservati alla stalla, furono scoperti alcuni resti delle antiche mura greche che circondavano l'acropoli, risalenti al V secolo a.C., nonché un ipogeo funerario con 8 tombe a fossa ricavate nella roccia, ed otto tombe ad arcosolio disposte lungo le pareti, tutte di tipo paleocristiano. Nel XIV secolo, il carparo locale fu utilizzato per ricavarne materiale da costruzione per i palazzi, per poi colmare l'area con i residui della lavorazione. 
Le tombe ad arcosolio risultarono tutte violate, probabilmente fin dal VII secolo, mentre quelle a fossa non restituirono oggetti di corredo significativi. All'esterno delle sepolture invece, furono ritrovati oggetti in ceramica di origine nordafricana e lucerne con simboli del Cristianesimo, utilizzati probabilmente durante le cerimonie funebri che prevedevano un banchetto con i defunti, un'usanza tramandataci con il nome di "Refrigerium":
«Il Signore dia refrigerio al tuo Spirito», si può ancora leggere nelle catacombe dei primi Cristiani.